# Plistonax insolitus
Plistonax insolitus är en skalbaggsart som beskrevs av Monné 2001. Plistonax insolitus ingår i släktet Plistonax och familjen långhorningar. Inga underarter finns listade i Catalogue of Life.